# Korthalsia furtadoana
Korthalsia furtadoana är en enhjärtbladig växtart som beskrevs av John Dransfield. Korthalsia furtadoana ingår i släktet Korthalsia och familjen Arecaceae. Inga underarter finns listade i Catalogue of Life.